# Ермолов, Фёдор Васильевич
Фёдор Васильевич Ермолов (21 апреля 1906 — 8 декабря 1966) — сержант Красной армии, участник Великой Отечественной войны и полный кавалер ордена Славы. С 1945 года член ВКП(б).

## Биография

### Перед войной
Фёдор Ермолов родился в селе Баранчик (Ливинский уезд, Орловская губерния, ныне Должанский район, Орловская область) в крестьянской семье. По национальности — русский. Окончил 4 класса сельской школы. Трудился в крестьянском хозяйстве. В конце 1920-х годов служил в Красной армии. После ухода в запас проживал и трудился в Севастополе.

### Великая Отечественная война
В июне 1941 года Фёдор Ермолов был повторно призван в ряды Красной армии, с того же времени участвовал в боях Великой Отечественной войны. Служил в составе войск Юго-Западного фронта. Принял участие в Киевской и Сумско-Харьковской операциях. Во время боя 28 февраля 1942 года Ермолов получил ранение. В первой половине июля того же года после излечения вернулся на фронт. Служил в составе войск Центрального, 1-го и 4-го Украинских фронтов. Принял участие в битве за Днепр и Львовско-Сандомирской наступательной операции.
В июле 1944 года в ходе Львоско-Сандомирской операции, во время продвижения советских войск к селу Белая (Чортковский район, Тернопольская область, Украинская ССР) Фёдор Васильевич уничтожил 2 пулемётные точки и рассеял около взвода вражеской пехоты. Зач то 30 июля 1944 года был награждён медалью «За отвагу».
В составе 353-го отдельного истребительно-противотанкового дивизиона 276-й стрелковой дивизии принял участие в Карпатско-Ужгородской операции. 22 декабря 1944 года близ населенного пункта Буковец (ныне Свецкий повят, Куявско-Поморское воеводство, Польша) Фёдор Ермолов участвовал в отбитии 6 контратак немецких войск, при этом уничтожил 2 вражеских пулемётных расчёта вместе с пулеметами и солдат противника. После попытки врага обойти артиллерийскую позицию с фланга и с тыла Фёдор Ермолов своевременно вовремя развернул орудие и первыми же точными выстрелами прямой наводкой вынудил противника отступить, при этом противник понёс потери. Во время боя был ранен, но продолжал оставаться в строю до отражения последней атаки противника. 9 октября 1944 года младший сержант Василий Ермолов был награждён орденом Славы 3-й степени.
Принимал участие в освобождении Чехословакии. 26 декабря 1944 года во время отбития атаки немецких войск близ Бидовце (ныне район Кошице-Околье, Словакия) Фёдор Ермолов огнём из своего орудия уничтожил 2 вражеских пулемета, снайпера и рассеял около взвода вражеских автоматчиков. 22 января 1945 года младший сержант Василий Ермолов был награждён орденом Славы 2-й степени.
Участвовал в Моравско-Остравской наступательной операции. В период с 22 по 23 апреля 1945 года Фёдор Ермолов участвовал в отбитии множества немецких контратак близ населенного пункта Грабине (Чехия), во время чего им был повреждён немецкий БТР с солдатами на борту и уничтожено 2 пулемёта вместе с их расчётами. Указом Президиума Верховного Совета СССР от 15 мая 1946 года Фёдор Ермолов был награждён орденом Славы 1-й степени, став полным кавалером ордена Славы.

### После войны
Во время войны в осажденном Севастополе во время артиллерийского обстрела погибли его жена и двое детей, Фёдор Васильевич тяжело перенёс их гибель. Фёдор Ермолов демобилизовался в 1945 году. В том же году вступил в ВКП(б). Жил и трудился в Поти (ныне край Самегрело-Верхняя Сванетия, Грузия), где у него появилась новая семья. В 1962 году перебрался в Ливны (Орловская область), где работал сторожем на откормочном животноводческом комплексе «Ливенский».
Фёдор Ермолов скончался 8 декабря 1966 года и был похоронен на кладбище слободы Беломестное (Ливенский район, Орловская область).

## Награды
Фёдор Васильевич Ермолов был награждён следующими наградами:
- Орден Славы 1-й степени (15 мая 1946);
- Орден Славы 2-й степени (22 января 1945)[3];
- Орден Славы 3-й степени (9 октября 1944)[4];
- Медаль «За отвагу» (30 июля 1944)[5];
- рад прочих медалей.

## Комментарии
1. ↑  Орден не был вручён[2].